# Silvo Devetak
Silvo (Silvan) Devetak, slovenski pravnik, * 31. december 1938, Gorica, Italija.
Je zaslužni profesor Pravne fakultete Univerze v Mariboru, znanstveni svetnik in nosilec priznanja Ambasador Republike Slovenije v znanosti.

## Življenjepis[3]
Silvo Devetak se je rodil 31. decembra 1938 v Gorici v Italiji. Osnovno šolo je obiskoval v Gorici, nato pa v Pristavi. Nižjo gimnazijo je obiskoval v Šempetru pri Gorici in leta 1957 maturiral v Novi Gorici. Diplomiral je leta 1962 na Pravni fakulteti Univerze v Ljubljani, kjer je leta 1974 končal tudi magisterij. Doktorat znanosti je pridobil na Pravni fakulteti Univerze v Sarajevu, kjer je leta 1989 uspešno zagovarjal doktorsko tezo Združeni narodi in manjšine - nove usmeritve v razvoju mednarodnega prava.
V letih 1972–74 in 1982–89 je bil član Komisije za mednarodne odnose Skupščine SR Slovenije in predsednik njene podkomisije za manjšine. Sodeloval je pri oblikovanju ustavne osnove za vlogo republik v mednarodnih odnosih in je avtor zamisli o skupnem slovenskem kulturnem prostoru. Zavzemal se je za odpiranje meja s sosedi, za evropsko usmeritev Jugoslavije, največ energije pa je usmeril k prizadevanjem za izboljšanje položaja slovenskih manjšin v zamejstvu in oblikovanju evropskih stališč in standardov na tem področju. Svoje strokovno delo je posvetil skrbi za zaščito etničnih in verskih manjšin, človekovim pravicam ter spodbujanju mednarodnega sodelovanja in povezovanja, ki bo temeljilo na zmanjševanju učinkov ter odpravljanju državnih meja. 
V letih 1974–79 je bil svetovalec ministra v Zveznem sekretariatu za zunanje zadeve za vprašanja meja, manjšin in balkanskega sodelovanja. Sodeloval je v številnih mednarodnih dejavnostih glede človekovih pravic, odprave rasne diskriminacije, manjšinskih vprašanj in čezmejnega regionalnega sodelovanja. Med drugim je bil predsednik jugoslovanskega dela jugoslovansko-italijanske komisije za manjšine (1974–77). Bil je pobudnik predloga Deklaracije OZN o pravicah narodnih ali etničnih, verskih in jezikovnih manjšin leta 1978 in član jugoslovanske delegacije na zasedanjih tedanje Komisije OZN za človekove pravice. Na zasedanju Konference o varnosti in sodelovanju v Evropi (sedaj OVSE) je predlagal prvi manjšinski dokument po Helsinški konferenci leta 1974. Sodeloval je na Prvi svetovni konferenci za boj proti rasizmu in bil dva mandata član odbora OZN za odpravo vseh oblik rasne diskriminacije. Sodeloval je pri diplomatskih dejavnostih in pogajanjih z Italijo, kar je pripeljalo do podpisa in ratifikacije Osimskih sporazumov. Zaradi nestrinjanja z nekaterimi rešitvami v sporazumu je napisal protestno pismo takratnemu jugoslovanskemu in slovenskemu vodstvu in se odpovedal diplomatski karieri. V letih 1980–88 je bil direktor Inštituta za narodnostna vprašanja v Ljubljani. 
Leta 1989 je bil pobudnik ustanovitve Evropskega centra za etnične, regionalne in sociološke študije pri Univerzi v Mariboru in je njegov direktor. Od leta 1989 predseduje mednarodni nevladni organizaciji International Scientific Conference Minorities for Europe of Tomorrow (ISCOMET). ISCOMET je bila ustanovljena kot pobuda mednarodne skupine strokovnjakov, ki jih povezala skrb glede razvoja medetničnih in medverskih odnosov na področju bivše Jugoslavije. Leta 1991 je bila uvrščena na seznam mednarodnih nevladnih organizacij, ki uživajo posvetovalni status pri Svetu Evrope. 
Od leta 1990 je profesor na Pravni fakulteti Univerze v Mariboru, kjer je vodil tudi Katedro za mednarodno pravo in mednarodne odnose. Leta 1995 je bil izvoljen v naziv redni profesor.
Leta 1991 je bil pobudnik in podpredsednik ad-hoc mednarodnega strokovnega odbora za mednarodno priznanje Republike Slovenije v okviru zasedanja KEVS v Ženevi. Strokovni odbor je izvedel številne mednarodne aktivnosti v podporo priznanju Republike Slovenije.
Deloval je kot strokovnjak Kongresa regionalnih in lokalnih oblasti Sveta Evrope, Evropske banke za obnovo in razvoj in Evropske Unije za vprašanja manjšin, regionalizma in delovanja oziroma širjenja evropskih organizacij v srednjo in vzhodno Evropo. Sodeloval je na mednarodnem posvetovanju v nacionalni skupščini v Parizu pred podpisom Pakta za stabilnost v Evropi. Bil je član mednarodnih strokovnih skupin za mir v Bosni in Hercegovini in za ustanovitev mednarodnega sodišča za vojne zločine, član mednarodne think thank skupine, ki jo je ustanovila tedanja generalna sekretarka Sveta Evrope Catherine Lalumière, in skupine svetovalcev Sveta Evrope za čezmejno sodelovanje v srednji in jugovzhodni Evropi. Deloval je kot posebni odposlanec Sveta Evrope za oceno in razvoj čezmejnega sodelovanja med Turčijo in Gruzijo  Bolgarijo, Srbijo in Makedonijo ter Albanijo, Grčijo in Makedonijo. 
Leta 1997 mu je Republika Slovenija podelila priznanje Ambasador znanosti Republike Slovenije.
Silvo Devetak je reden predavatelj na številnih podiplomskih programih tujih univerz, kot ključnega govornika ga redno vabijo na različna mednarodna srečanja, razprave in dogodke. Je tudi koordinator številnih pomembnih mednarodnih projektov. Za njegove izredne uspehe, dosežke in zaslužke na znanstveno-raziskovalnem, izobraževalnem in mentorskem delu, njegovo strokovno delo na področju mednarodnega prava, manjšinskega vprašanja in človekovih pravic, razvoj mednarodnega sodelovanja ter za njegov osebni prispevek k mednarodni prepoznavnosti Pravne fakultete in Univerze v Mariboru, mu je bil leta 2016 podeljen naziv zaslužni profesor. Je eden redkih in med najbolj cenjenimi strokovnjaki za mednarodno pravo, mednarodne odnose in človekove pravice v Sloveniji. Njegova bibliografija obsega 594 enot. Je nosilec naziva znanstveni svetnik.

## Mednarodni projekti
Silvo Devetak je bil koordinator več mednarodnih projektov. Najpomembnejši med njimi so: 
- Mednarodni projekt »Demokracija, človekove pravice in zaščita oseb, ki pripadajo etničnim in verskim manjšinam v jugovzhodni Evropi (1999-2001). Projekt je odobril Evropski svet v okviru programa »Royaumont proces«.
- Mednarodni projekt »Mariborska pobuda - prispevek verskih skupnosti k pomiritvi, spoštovanju različnosti, demokraciji, človekovim pravicam, zaščiti manjšin, sodelovanju in stabilnosti v jugovzhodni Evropi« (2001 - 2003), ki je bil odobren v okviru Delovnega omizja 1 Pakta za stabilnost v jugovzhodni Evropi.
- Mednarodni projekt: »Vzgoja in izobraževanje za borbo proti diskriminaciji v Sloveniji – DISCSLOV« (2005 – 2007). Projekt je sofinancirala Evropska komisija, Generalni direktorat za zaposlovanje, socialne zadeve in enake možnosti. Projekt je bil del uradnega akcijskega načrta EU za borbo proti diskriminaciji (2000-2006). Sodelovali so partnerji iz Slovenije, Avstrije, Nemčije in Nizozemske.
- Mednarodni projekt ˝Spoštovanje človekovega dostojanstva in načela nediskriminacije pri delu mejne policije in pri izvajanju zaporniške kazni – primer Slovenije - HUMANSLO« (2007 - 2009). Projekt je podprla Evropska komisija – Generalni direktorat za pravičnost, svobodo in varnost. Sodelovali so partnerji iz Slovenije, Avstrije in Italije.
- Mednarodni projekt: »Prepoznavanje in zmanjševanje predsodkov kot vira nerazumevanja med romsko in neromsko populacijo – primerjava Bolgarije, Italije, Romunije in Slovenije – REDUPRE˝ (2011-2013). Projekt je finančno podprla Evropska komisija, Generalni direktorat za pravosodje. Sodelovali so partnerji iz Bolgarije, Italije, Romunije in Slovenije.
- Mednarodni projekt »BRIDGE – spodbujanje vzajemnega razumevanja in sodelovanja EU z Belorusijo, Moldovo, Rusijo in Ukrajino« (2008 - 2012). Projekt je sofinancira Evropska komisija - Generalni direktorat za mednarodno sodelovanje in razvoj, EuropeAid. Sodelovali so partnerji iz Slovenije, Nemčije, Italije, Romunije, Belorusije, Moldove, Rusije in Ukrajine.
- TEMPUS JEP (Joint European Project) »POGESTEI – Podiplomski študijski program za evropsko integracijo na univerzah v Beogradu, Novem Sadu in Nišu« (2005 - 2008). Cilj projekta je bil razviti in uvesti nov podiplomski študijski program na treh pravnih fakultetah v Srbiji, ki še danes uspešno potekajo. Projekt je so-financirala Evropska komisija, Generalni direktorat za izobraževanje in kulturo. Sodelovali so partnerji iz Avstrije, Nemčije, Italije, Slovenije ter 3 od štirih pravnih fakultet iz Srbije. Koordinatorska inštitucija je bila Pravna fakulteta Univerze v Mariboru.
- TEMPUS JEP Project: “Magistrski program o evropskih integracijah in sosedski politiki EU - MEINEPO« (2007-2009). Namen projekta je bil razviti in uvesti nov magistrski program na tri akademske inštitucije v Moldovi, kjer še danes uspešno potekajo. Projekt je so-financirala Evropska komisija, Generalni direktorat za izobraževanje in kulturo. Sodelovali so partnerji iz Nemčije, Italije, Romunije, Slovenije ter 3 najpomembnejše akademske inštitucije iz Moldove. Koordinatorska inštitucija je bila Pravna fakulteta Univerze v Mariboru.
- TEMPUS JPCR projekt »EUNEG - pravo evropske sosedske politike in načelo dobrega upravljanja« (2012 - 2015). Projekt je bil namenjen razvoju in uvajanju novega magistrskega študijskega programa na 8-ih partnerskih inštitucijah iz Moldove, Rusije in Ukrajine. Projekt je dosegel zavidljive rezultate, vseh 8 partnerskih univerz izvaja nov študijski program, sodelavci iz projekta so izrazili veliko zanimanje za nadaljevanje sodelovanja. Projekt je sofinancirala Izvajalska agencija EU za izobraževanje, avdiovizualno področje in kulturo (EACEA). V EUNEG projektu so poleg partnerskih držav sodelovale še inštitucije iz Italije, Nemčije, Romunije in Slovenije. Koordinatorska inštitucija je bila Pravna fakulteta Univerze v Mariboru.